# ازنادة
 ازنادة (بالإنجليزية: ZNADA)‏ هي جماعة قروية تابعة لإقليم قلعة السراغنة ضمن جهة مراكش تانسيفت الحوز بالمغرب. بلغ مجموع عدد سكان  ازنادة حسب إحصاءات 2004 حوالي 8830 نسمة من بينهم 1 أجبنبي يعيشون في 1530 أسرة.

## إحصاء عام
| السنة | عدد السكان | عدد الأسر | عدد الأجانب |
| ----- | ---------- | --------- | ----------- |
| 1994  | 6475       | 1037      | °°°°        |
| 2004  | 8830       | 1530      | 1           |